# Akyünlü
Akyünlü (kurd. Çandur) ist ein Dorf (Köy) im Landkreis Mazgirt der türkischen Provinz Tunceli. Im Jahre 2011 lebten in Akyünlü 20 Menschen.
Der frühere Name des Ortes lautete Çantur.